# Érd
Érd este un oraș în partea central-nordică a Ungariei, în județul Pest. La recensământul din 2001 avea o populație de 56.567 locuitori. Face parte din aglomerația urbană a Budapestei. Localitatea a fost menționată pentru prima oară în documente în anul 1243. Numele său se presupune că ar proveni de la erdő (în maghiară pădure) sau ér (în maghiară curs de apă).

## Demografie
Componența etnică a municipiului Érd
     Maghiari (94,42%)
     Germani (1,46%)
     Romi (1,15%)
     Necunoscut (1,41%)
     Alții (1,55%)
Componența confesională a municipiului Érd
     Romano-catolici (30,16%)
     Fără religie (21,24%)
     Reformați (9,41%)
     Atei (2,2%)
     Luterani (1,31%)
     Greco-catolici (1,06%)
     Necunoscută (34,37%)
     Alte religii (2,95%)
Conform recensământului din 2011, orașul Érd avea 61.415 locuitori. Din punct de vedere etnic, majoritatea locuitorilor (94,42%) erau maghiari, existând și minorități de germani (1,46%) și romi (1,15%). Apartenența etnică nu este cunoscută în cazul a 1,41% din locuitori. Nu există o religie majoritară, locuitorii fiind romano-catolici (30,16%), persoane fără religie (21,24%), reformați (9,41%), atei (2,2%), luterani (1,31%) și greco-catolici (1,06%). Pentru 34,37% din locuitori nu este cunoscută apartenența confesională.

## Orașe înfrățite
Érd este înfrățit cu următoarele orașe din alte țări:
| - Reghin, România - Poynton, Regatul Unit - Lubaczów, Polonia |